# Zbór Śląskiego Kościoła Ewangelickiego Augsburskiego Wyznania w Stonawie
Zbór Śląskiego Kościoła Ewangelickiego Augsburskiego Wyznania w Stonawie – zbór (parafia) luterańska w Stonawie, należąca do senioratu ostrawsko-karwińskiego Śląskiego Kościoła Ewangelickiego Augsburskiego Wyznania, w kraju morawsko-śląskim, w Czechach.

## Historia
Po tzw. regulacji pastoralnej od 1811 miejscowość podlegała zborowi w Błędowicach. W 1858 założono tu cmentarz ewangelicki. W następnym roku wystawiono na nim kaplicę. W 1900 wybudowano w Stonawie szkołę ewangelicką. W 1909 roku funkcjonowała tu stacja kaznodziejska. Obecny kościół naprzeciwko cmentarza wybudowano w 1938 a poświęcono 1 listopada. Krótkotrwale do założenia samodzielnego zboru w 1950 Stonawa podlegała od 1 stycznia 1949 zborowi w Suchej. Pierwszym pastorem został Franciszek Buchwałdek (1950-1959). Od lat 60. nie zawsze posługiwał tu stały pastor. Miejscowość i zbór ucierpiały poprzez szkody górnicze.